# دانهولن
دانهولن (به سوئدی: Danholn) یک منطقه مسکونی است که در بخش فالون شهرستان دالارنا در کشور سوئد واقع شده است. جمعیت دانهولن در پایان سال ۲۰۱۰ بالغ بر ۴۴۰ نفر بوده است.